# Префиксна нотација
Префиксна нотација је облик нотације који се користи у логици, аритметици и алгебри. Њена одлика је да се оператори пишу лево од својих операнада. Ако је арност оператора фиксирана, синтакса која се добија је недвосмислена и без заграда. Пољски логичар Јан Лукашијевич је изумео ову нотацију око 1920. године; ова нотација се понекад назива пољском нотацијом.
Више се не користи пуно у логици, али је нашла примену у рачунарству.

## Аритметика
Израз за сабирање бројева 1 и 2, у префиксној нотацији се записује као "+ 1 2" уместо уобичајеног инфиксног "1 + 2". У компликованијим изразима оператори и даље претходе операндима, али сами операнди могу бити нетривијални изрази који имају своје операнде. На пример, израз који би у инфиксној нотацији био записан као
5 * (6 + 7)
се у префиксној нотацији може записати
* 5 (+ 6 7),
или једноставније
* 5 + 6 7.
Како су једноставни аритметички оператори сви бинарни (бар у аритметичком контексту), свако њихово префиско представљање је недвосмислено, па су заграде непотребне. Код инфиксног начина записивања, ако бисмо уклонили заграде, променио би се резултат.
Префиксна нотација у једноставној аритметици је углавном од академског интереса. За разлику од сличне постфиксне нотације (познате и као „Обрнута пољска нотација“), префискна нотација се врло мало користила у комерцијалним калкулаторима. Међутим, префиксна нотација се често користи као први, концептуални корак у изучавању програмских језика који користе префиксну нотацију.

## Додатне литература
- Łukasiewicz, Jan (1957). Aristotle's Syllogistic from the Standpoint of Modern Formal Logic. Oxford University Press.
- Łukasiewicz, Jan (1930). Philosophische Bemerkungen zu mehrwertigen Systemen des Aussagenkalküls [Philosophical Remarks on Many-Valued Systems of Propositional Logics]. Comptes Rendus des Séances de la Société des Sciences et des Lettres de Varsovie (на језику: German). 23. стр. 51—77. Translated by H. Weber in Storrs McCall, Polish Logic 1920-1939, Clarendon Press: Oxford (1967).